# Épigénisation
L'épigénisation est un cas particulier de  diagenèse, c'est-à-dire de processus physico-chimiques et biochimiques par lesquels les sédiments sont transformés en roches sédimentaires. L'épigénisation correspond à la transformation d'un minéral préexistant en un autre de même composition ; il s'agit souvent d'un changement dans la structure du minéral : par exemple, l'aragonite, contenue généralement dans des restes calcaires d'organismes, se transforme en calcite.  